# Terremoto de Damasco de 991
El terremoto de Damasco de 991 tuvo lugar en la ciudad de Damasco el 5 de abril de 991. Según el historiador George Elmacin, el terremoto provocó la caída de 1.000 casas en la propia Damasco, y muchas personas quedaron atrapadas en sus ruinas y murieron. Según los informes, el pueblo de Beglabec quedó sumergido debido al terremoto. Según Elmacin, las réplicas continuaron hasta el 3 de mayo de 991. El geofísico August Heinrich Sieberg estimó que este terremoto provocó una "ola marina sísmica" que inundó las costas de la región de Siria. Sieberg no nombró una fuente primaria para su estimación. Los historiadores Pierre Vattier y Marcello Bonito mencionan el terremoto, pero no el tsunami.